# جیمای
جیمای (به لاتین: Jimei District) یک سکونتگاه مسکونی در جمهوری خلق چین است که در شیامن واقع شده‌است.

## خواهرخوانده
شهر Cavalaire-sur-Mer خواهرخواندهٔ جیمای هست.